# 任凤苞
任凤苞（1876年—1953年），字振采，斋名天春楼、三残书屋，江苏宜兴人，中国银行家、藏书家。辛亥革命后，交通银行复业，任协理，同时为全国铁路协会评议员，后任盐业银行董事。抗战胜利后，继任盐业银行董事长，同时兼四行储蓄会执行委员。其一生专注于地方志的收藏，并拥有知名藏书楼“天春楼”，后将所藏珍品图书全部捐给天津图书馆。

## 生平

### 早年
任凤苞是宜兴官宦人家的后代，其祖父任溥霖曾任清朝丹徒县训导。其父任锡汾（字逢辛）曾官至四川川东道，后到江南、上海经商，成为沪上工商界和慈善界领袖之一，著有《拙叟诗存》。任凤苞为其长子，后出嗣给族兄任锡璋。
1904年3月10日，任凤苞之父任锡汾与上海的沈敦和、施则敬，英国传教士李提摩太等人联络英法德美各中立国代表，发起成立“上海万国红十字会”。任凤苞承担了创办上海万国红十字会的许多事务性工作，后任红十字会总书记，期间操办了国内的多次赈灾救护活动。

### 从商
任凤苞早年随父亲宦游各地，随后北上京城。1915年应税务督办兼交通银行总理梁士诒的聘请，出任交通银行协理，同时为全国铁路协会评议员。曹汝霖继梁士诒任该行经理时，受曹之委托掌握银行实权，成为交通系之重要人物。1919年随曹下台而辞职。1928年迁居天津，投资于银行业，后曾任金城银行董事、中南银行董事、天津盐业银行董事長。抗战期间隐居天津，抗战胜利后，继任盐业银行董事长，同时兼四行储蓄会执行委员。
1941年，张伯驹受吴鼎昌力邀出任盐业银行的经理，因得罪了盐业银行的高级职员李祖莱而被绑架勒索。时任盐业银行董事长的任凤苞也被卷入到绑架案中。1941年6月16日，任凤苞发电报至银行上海方面，指示此事“不可牵涉到行”，希望不要影响银行的稳定局面。

### 晚年及去世
1953年，任凤苞将自己书斋“天春楼”中所藏的地方志全部捐献给天津市人民政府，收藏于天津人民图书馆（后为天津图书馆），约有2500余种，两万多册。同年去世于天津。

## 天春楼藏书

### 蒐集方志
任凤苞从小就开始收藏图书，他在《方志考稿序》中自称：「少小粗解文字，即好聚书。」后来他感到收藏范围过于宽泛，决定只收藏史部图书，又改为收藏地理类图书，最后决定只收藏地理类图书中的地方志。他认为地方志是构成一国历史的基本材料，十分重要，其在《方志考稿》一书的序言中说：“窃念方志一门，为国史初基。典章制度之恢闳，风俗土宜之纤悉，于是备焉。”
任凤苞将精力投入地方志的收集。其藏书主要来源于京津一带古旧书肆，从清末开始，他不断地访书、购书，“闻有异椠珍籍，虽在写远，必百方钩致而后快”。任氏曾以一千元的高价，购得明版《云南通志》一部，后国民政府云南省主席龙云曾特意托人到天津找到任凤苞，将此书排印发行；民国三十年（1941年）任氏又曾用金子两条换得明景泰本《寰宇通志》四十册。经过30余年的蒐集，任凤苞收藏地方志多达2500余种，当时只有国立北平图书馆才差不多可与其相比。任凤苞所收集的地方志中有不少孤本、善本，其中主要为清代康熙以后所编纂的各类地方志。
据民国二十五年（1936年）朱士嘉编纂的《中国地方志综录》，任凤苞藏志有1517种，为当时所记录的公私藏志者的第六位，而居私家藏志者之首；据民国二十五年任凤苞自编的《任氏天春园方志目》著录，其藏志已达2536种，并涉及到清代全国22个省份，对于一些边远偏僻的地区省份的方志亦有收藏。

### 编制地方志书目
任凤苞曾编制了中国私人藏书家中一部规范化的地方志专科书目《天春园方志目》。该书目继承了缪荃孙《清学部图书馆方志目》的优点，又较之大有改进，包括将通志分属到各省、每志分别列出主修者与总纂者、著录了大量清末各省所编的乡土志及江浙等省的乡镇志等。

### 方志的借出与捐赠
任凤苞酷嗜庋藏志书，但从不读方志，又时常将其天春园方志提供给北京图书馆，云南、贵州等省志局，供其研究使用。张国淦在撰写《中国方志考》时，曾大量地参阅了任氏天春园藏志；瞿宣穎早年任教燕京大学、清华大学之际，欲将每种方志撰一提要，以备遗忘；民国十九年（1930年）春，瞿宣颖特至天津拜访任氏，任氏欣然尽出其所藏供之检阅。后瞿宣颖在《方志考稿》自序中，详细回顾了任凤苞对自己的全力支持。
1953年，任凤苞将所藏的2500余种地方志完整地捐献给了天津图书馆，使天津图书馆以地方志收藏丰富且珍贵为其一大特色。该馆所藏的孤本万历《徐州志》即来自任凤苞原藏，卷首尚有天春园藏书印一方。

## 后世纪念
现存任凤苞旧居，在今天津市和平区山西路186号。

## 註释
1. ↑  任凤苞曾得到原抄本《康熙大清一统志》、清殿版《方舆路程考略》和《皇舆全览》三残本，故又名其室“三残书屋”。